# 애컬레이드

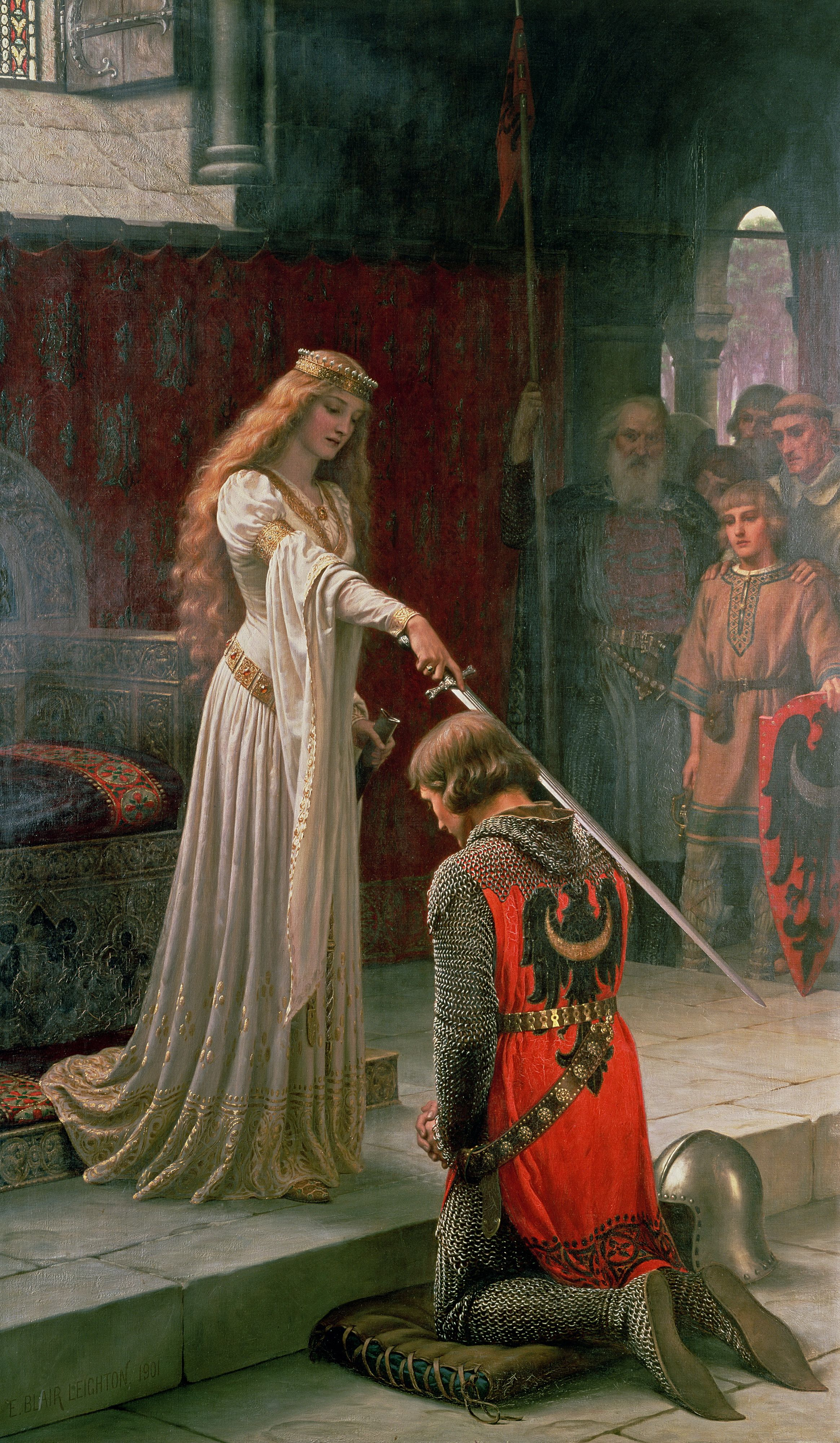

애컬레이드(accolade)는 중세 나이트 작위를 수여하는 통과 의례 의식의 핵심이 되는 행위였다. 약 1852년부터 애컬레이드(accoldade)라는 용어는 "칭찬", "수상", "영예"의 의미로 더 일반화되어 사용되었다.

## 용어
애컬레이드라는 용어는 1611년 처음 사용되었으며, 현재는 프랑스어 낱말로서 오크어 acolada에서 기원한다.

## 같이 보기
- 봉건제
- 비질